# معهد الزراعة والسياسة التجارية
مَعهد الزِراعة والسِياسة التِجاريَّة (بالإنجليزية: Institute for Agriculture and Trade Policy، ويُختصَر: IATP)‏ هو مُنظَّمة غَير رِبحيَّة للبَحثِ والتأييد، تروِّجُ لأنظمةِ أكلٍ، ومَزارعَ، وتجارةٍ مُستدامةٍ. يَملكُ مَعهدُ الزراعة والسياسة التِجاريَّة مَكاتبَ في (مينيابوليس)، (مينيسوتا)، وفي (جينيف)، (سويسرا)، ويَشْتغلُ مَحلّيًّا ودوليًّا.

## مجَالات العَمل
يَعملُ مَعهدُ الزِراعة والسِياسة التِجاريَّة عَلى دَمْج الاستدامة في أَنظمة الأكل والمَزارع، عبرَ دَعْم المُزارعين والبيئة، وتأمين الوُصول العالميّ إلى الأكل الصِحّيّ. يُدركُ مَعهدُ الزِراعة والسِياسة التِجاريَّة أثرَ الاتّفاقيَّات التجاريَّة على المُزارعين، والمُستهلكين، والبيئة، أثناء ترويجِه لنِظام تِجارةٍ عادلةٍ يَدعمُ التَنميةَ، والعَمالةَ، وحُقوق الإنسان مَحلّيًّا، والمؤسَّسات الديمقراطيَّة. يُطوِّرُ معهدُ الزراعة والسياسة التِجاريَّة نماذجَ اقتصاديَّة بَديلةً تَدمجُ الاستدامةَ البيئيَّة في التنمية الريفيَّة.

## محطّات بارزة في الإطار الزمنيّ
- 1987: أطلقَ معهدُ الزراعة والسياسة التجاريَّة شَبكةَ الحَواسِب للزِراعة المُستدامة مَع بريدٍ إلكترونيّ، ووصول إلى الأبحاث والبيانات المشتركة، وخَدمات أخبار سلكيَّة، وعَقد مُؤتمرات إلكترونيَّة، ولَوحات نَشرات.[8]
- 1990: وزَّع معهدُ الزراعة والسياسة التجاريَّة على أكثر مِن ألفِ مُنظِّم، وقَادة رأي، ومُعلّمين مَحلّيين فيديو بعنوان «المتاجرة بمستقبلنا» (بالإنجليزيَّة: Trading Away Our Future)، يُبيِّنُ كيف تؤثّرُ الاتّفاقيَّةُ العامَّةُ للتَعرِفة الجُمركيَّة والتجارة (بالانجليزيَّة: General Agreement on Tariffs and Trade، ويُختصَر: GATT) على السِياسة الزِراعيَّة الأميركيَّة.
- 1991: في (نيويورك)، قادَ مَعهدُ الزِراعة والسياسة التجاريَّة تَدريبات، وتَنسيق استراتيجيَّات لعشرين اتّحاد شَريك في التَحضير لمُؤتمرِ الأمُم المُتّحدة حول البيئة والتقدّم.
- 1992: عُقدَ مؤتمرُ الأمم المتَّحدة حَول البيئة والتقدّم، والمَعروف بِاسم «قمَّة الأرض»، في (ريو دي جانيرو)؛ شارك معهدُ الزراعة والسياسة التجاريَّة باستضافة المُنتدى العالميّ حَول الاتّفاقيَّة العامَّة للتعرِفة الجُمركيَّة والتجارة في القمَّة.
- 1995: أقام معهدُ الزراعة والسياسة التجاريَّة سلسلة أحداث على نطاق الدولة مع مؤَسّسي اتّفاقيَّة (بريتون وودز) الباقين على قيدِ الحياة، ومؤسَّسات الأمم المتّحدة، نَتجَ عَنها كِتابٌ مِنْ عِشرين مقالًا أَعدَّه المشاركون.[9]
- 1996: أنشأ معهدُ الزراعة والسياسة التجاريَّة منظَّمةَ (بيس كوفي) بالشراكة مع (ريغوبيرتا مينتشو)، الفائزة مِنْ (غواتيمالا) بجائزة (نوبل) للسَلامِ.[10]
- 1997: ضمَّ مَعهدُ الزِراعة والسياسة التجاريَّة هيئة (ترانسفير يو إس آي)،[11] وهي أوَّل هيئة في الولايات المتَّحدة الأميركيَّة لتَصديق التِجارة العَادلة.[12]
- 1998: بِمُناسبة الذِكرى السَنويَّة الخَمسين للإعلانِ العالميّ لِحقوقِ الإنسانِ، أقامَ معهدُ الزراعة والسياسة التجاريَّة حدثًا في مدينةِ (نيويورك) مع (جيسي جاكسون)، و(جون سويني)، وغيرهم.[13]
- 2000: بالتعاونِ معَ ستَّة فِرَق أُخرى، أَطلقَ مَعهدُ الزِراعة والسِياسة التجاريَّة إِنذارًا حَول الأكل المُهَندَس وراثيًّا كَي يَحتجَّ على استخدام المَحاصيل المُهندَسة وِراثيَّا في الأكل.[14][15] أَطلقَ معهدُ الزراعة والسياسة التجاريَّة مَشروع المَعلوماتِ حول التجارة (بالإنجليزيَّة: Trade Information Project) في (جينيف) كمركزٍ لِتبادل المعلومات حول منظَّمة التجارة العالميَّة يَخدمُ الجمعيَّات غير الحكوميَّة في أنحاءِ العالم.
- 2001: أنشأ معهدُ الزراعة والسياسة التجاريَّة «دَليلَ الأكل السليم» (بالإنجليزيَّة: Eat Well Guide)، وهو دليل على شبكة الإنترنت عَنِ اللحوم، والدواجن، والألبان، والبيض المُدارة باستدامة، والمتوفّرة في مزارع، ومتاجر، ومطاعم في أميركا الشماليَّة، ولدى تُجّار على شبكةِ الإنترنت.[16]
- 2005: نشرَ معهدُ الزراعة والسياسة التجاريَّة تعقيبًا حَول نِظام المَعونة الغِذائيَّة الأميركيّ بِسبب تَخفيض الأسْعار في أنظمة الأكل المَحلّيَّة في الدول الفقيرة. عَقدَتْ مُنظَّمة التجارة العالميَّة مُؤتمرَها الوزاريّ السادس في (هونج كونج).[17] ساعد معهدُ الزراعة والسياسة التجاريَّة في تنظيمِ مَعرض وندوة التجارة العادلة على مقربةٍ مِن اجتماع مُنظّمَة التِجارة العالميَّة، بِهدفِ إبراز نظام التجارة العادلة لمندوبي منظّمَة التجارة العالميَّة.
- 2006: نشرَ معهدُ الزراعة والسياسة التجاريَّة تقريرًا -اختُصِر في (نيويورك تايمز)- حول وُرود مادَّة الزرنيخ «بالإنجليزيَّة: arsenic» في مُنتجات الدواجن الأميركيَّة.[18]
- 2008: عيَّنَ (جون نيكولاس) من (ذا نيشن) معهدَ الزراعة والسياسة التجاريَّة على أنَّه «الفريق المعنيّ بالسياسات الأكثر قيمة» في لائحته حول «التقدّميّين الأكثر قيمة خلال عام 2008».[19]
- انتقل برنامجُ «أصدقاء الأكل والمجتمع» إلى معهد الزراعة والسياسة التجاريَّة، جامعًا طبّاخين، وفلّاحين، واختصاصيّين في التغذية، وناشطين، ومهنيّين في الصحّة العامَّة، وسمّاكين، وخبراء سياسات، وأكاديميّين يعملون لِخلق أنظمة أكل مستدامة.
- 2009: نشرَ معهدُ الزراعة والسياسة التجاريَّة تقريرًا فَحصَ وجود الزِئبق في شَراب الذُرة عالي الفركتوز.[20][21]

## تاريخ
عادَ أمين عامّ ولاية (مينيسوتا) (مارك ريتشي) مِنْ لِقاء في (جينيف) عام 1986 إلى الولايات المُتَّحدة، وأسّسَ معهدَ الزراعة والسياسة التجاريَّة كمنظّمة غير ربحيَّة، ومعفيَّة مِنَ الضرائب، مُهمَّتُها رعاية الجماعات الريفيَّة المستدامة. عام 1987، بدأ معهدُ الزراعة والسياسة التجاريَّة بِتنظيم الدورة التي أُطلقَتْ حديثًا حول مفاوضات التجارة العالميَّة، وتقديم تقارير عنها؛ تديرُ الدورةَ الاتّفاقيَّةُ العامَّةُ للتعرفة الجمركيَّة والتجارة، والتي أصبحَتْ مؤخّرًا منظّمة التجارة العالميَّة. أثّرَتْ قواعدُ التجارة الزراعيَّة التي وضعَتْها الاتّفاقيَّةُ العامَّةُ للتعرفة الجمركيَّة والتجارة، ونفّذتها منظّمة التجارة العالميَّة على سياسات المزارع الوطنيَّة والمحلّيَّة بِشكلٍ كبيرٍ حول العالم خلال العقدَيْن الأخيرين.
في التسعينات، وسَّع معهدُ الزراعة والسياسة التجاريَّة مركزَه الأساسيّ لِيشملَ -إضافةً إلى المؤسَّسات العالميَّة لصناعة السياسات مثل منظَّمة التجارة العالميَّة، واتّفاقيَّات التجارة الحرَّة الإقليميَّة مثل اتفاقيَّة التجارة الحرَّة لأمريكا الشماليَّة- ترويجَ البدائل الإيجابيَّة للممارسات الزراعيَّة والتجاريَّة المُدمِّرة اقتصاديًّا، واجتماعيًّا، وبيئيًّا. على سبيل المثال، طوَّرَ معهدُ الزراعة والسياسة التجاريَّة بالتعاون مع مركز الزراعة والبيئة في هولندا، أدوات تساعد الفلّاحين الأميركيّين على زيادة دخلِهم مِنْ خلال تقليل استخدام الأسمدة في المزارع.
أصبحَ (جيم هاركنس) رئيسَ معهد الزراعة والسياسة التجاريَّة سنة 2006، بعد إمضاء السنوات الستَّة عشْرة الماضية في الصين، بِصفتِه المدير التنفيذيّ للصندوق العالميّ للطبيعة في الصين. عام 2014، أصبحَتْ (جولييت ماجو) الرئيسة الثالثة للمعهد، مُغيّرةً اللقب إلى المُدير التنفيذيّ.

## وصلات خارجيَّة
- IATP website
- Mother Jones article